# Совершенный вид
Совершенный вид (также называемый перфективным или аористическим видом) — аспект глагола, используемый для описания целостного, неделимого, завершённого акта вне зависимости от того, происходит он в будущем, настоящем или прошлом. В подавляющем большинстве языков подобные целостные, неделимые акты чаще всего представляют собой либо моментальное действие, либо начало действия или его завершение. Для большинства языков балто-славянской группы характерно наличие видовых пар: перфективных и имперфективных.
Противоположным перфективному аспекту (совершенному виду) является имперфективный вид (aspetto imperfettivo, или несовершенный вид). Также существуют ретроспективный и проспективный аспекты, концентрирующиеся на произошедшем до оговариваемого события или соответственно после него.

## Перфективный аспект в различных языках

### В русском языке
В русском языке каждый глагол охарактеризован как относящийся либо к совершенному, либо к несовершенному виду. Кроме собственно аспектуальных значений, виды различаются и морфологически: присоединение одного и того же набора окончаний даёт будущее время в случае глаголов совершенного вида и настоящее — в случае несовершенного вида (а будущее время образуется аналитической конструкцией с глаголом «быть»).
Также существуют и значительное число двувидовых глаголов, например: «жениться», «обжаловать», «ранить», «архивировать», «инфицировать» и т. п.
В русском языке существует множество видовых пар — пар глаголов, значения которых совпадают с точностью до вида. Для их определения иногда используется так называемый критерий Маслова (названный в честь предложившего его Ю. С. Маслова), связанный с возможностью замены одного глагола другим (например, при пересказе событий прошлого в настоящем времени).

### В китайском языке
Ричард Сяо и Тони Макэнери считают, что в китайском языке существует четыре перфективных указателя:
1. 了 как указатель так называемого настоящего вида глагола: 我看了 — «Я действительно видел и это не выдумка или мои мечты или пожелания»[3].
2. 过 как указатель того, что в результате действия был получен некий опыт: 我看过 — «Я повидал (нечто)…» или «Я имел опыт наблюдения»[4].
3. Удвоение глаголов по формуле V+V как указатель так называемого делимитативного или ограничительного вида: 我看看 — «Я посмотрел»[5].
4. 到, 见 и другие результирующие глагольные дополнения как указатель завершённого вид глагола: 我看到 или 我看见 — «Я увидел»[6].